# Jagnobczycy
Jagnobczycy – niewielki naród pochodzenia irańskiego, zamieszkujący głównie górną dolinę rzeki Jagnob (wilajet sogdyjski Tadżykistanu), 145 km na północ od Duszanbe.
Jagnobczycy są potomkami mieszkańców Sogdiany i mówią zupełnie niezrozumiałym dla Tadżyków dialektem języka sogdyjskiego: po jagnobijsku. Obecnie w dolinie Jagnobu żyje 300–500 osób, ponieważ w 1970 roku z powodu potrzeby siły roboczej do pracy na polach bawełny władze zdecydowały się wysiedlić cały naród na północ, w okolice Zafarobodu. Liczba deportowanych mieszkańców wyniosła 3,5 tysięca osób.